# Swindon Town FC
Swindon Town Football Club este un club englez de fotbal din Swindon, Wiltshire. Echipa evoluează în Football League Two. Își dispută meciurile de acasă pe stadionul The County Ground, ce are o capacitate de 14.700 locuri și îi este gazdă de peste 100 de ani.

## Palmares

### Ligi
- Eșalonul doi:
  - Câștigătoarea playoff-ului (2): 1989–90, 1992–93

- Eșalonul trei:
  - Campioană (1): 1995–96
  - Locul doi (2): 1962–63, 1968–69
  - Câștigătoarea playoff-ului (1): 1986–87

- Eșalonul  patru:
  - Campioană (2): 1985–86, 2011–12

- Southern League:
  - Campioană (2): 1910–11, 1913–14
  - Locul doi (4): 1897–98, 1908–09, 1909–10, 1912–13

- Western League:
  - Campioană (1): 1898–99

### Cupe
- Football League Cup:
  - Câștigătoare (1): 1968–69

- Football League Trophy:
  - Finalistă (1): 2011–12

- FA Youth Cup:
  - Finalistă (1): 1964

- FA Charity Shield
  - Finalistă (1): 1911

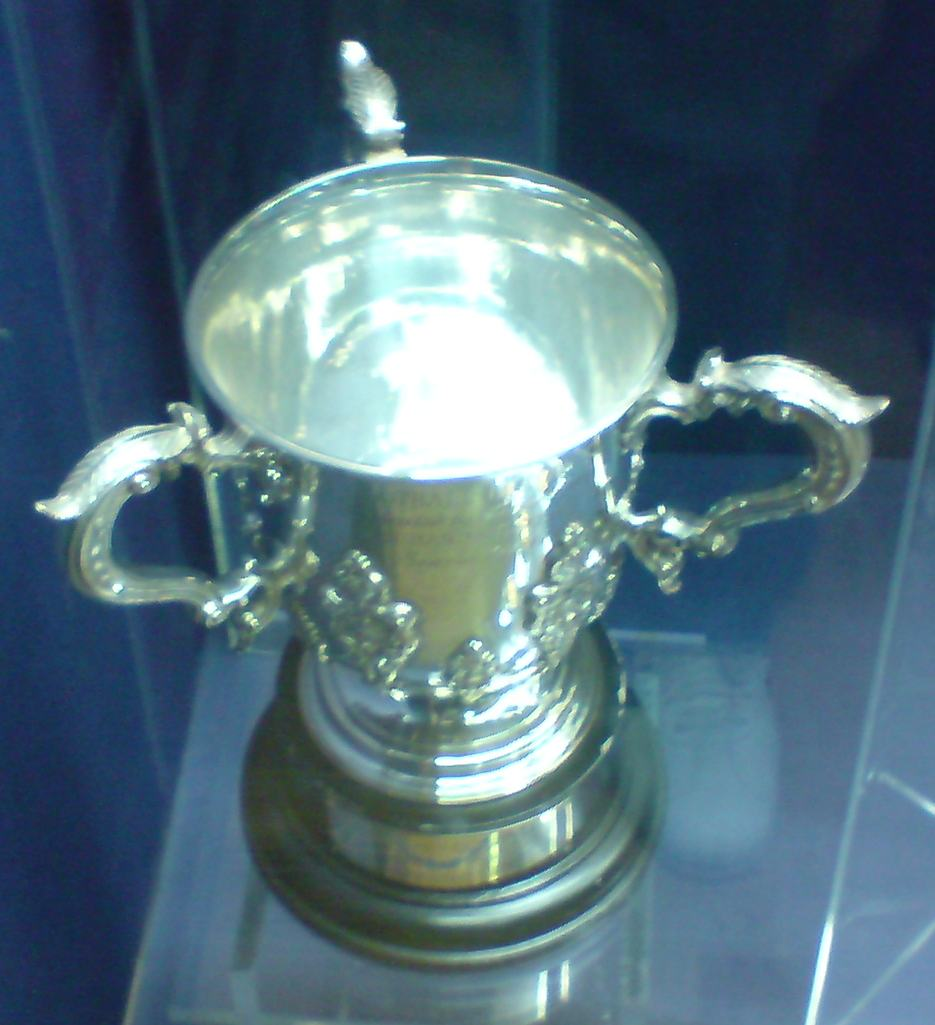
Swindon a câștigat Cupa Ligii 1969.

- Football League Third Division South Cup:
  - Finalistă (1): 1935–36

- Cupa Anglo-Italiană:
  - Câștigătoare (1): 1969–70

- Cupa Ligii Anglo-Italiene:
  - Câștigătoare (1): 1968–69

- Wiltshire Cup:
  - Câștigătoare (10): 1986–87, 1887–88, 1888–89, 1889–90, 1890–91, 1891–92, 1892–93, 1896–97, 1903–04, 1919–20

- Dubonnet Cup:
  - Câștigătoare (1): 1909–10

- Wiltshire Premier Shield:
  - Câștigătoare (28): 1927, 1928, 1929, 1930, 1931, 1932, 1933, 1948, 1949, 1951, 1952, 1953, 1954, 1955, 1956, 1958, 1959, 1972, 1974,1975, 1976, 1977, 1980, 1988, 1990, 1991, 1992, 2010

- Milk Cup Junior Section
  - Câștigătoare (1): 2006

- Milk Cup Northern Ireland Trophy
  - Câștigătoare (1): 2007